# Trận sông Nil (47 TCN)
Trận sông Nil, năm 47 TCN là một trận đánh giữa lực lượng quân La Mã-Ai Cập dưới sự chỉ huy của Julius Caesar và Cleopatra VII đánh bại quân đội của nữ hoàng Arsinoe IV và Vua Ptolemaios XIII trong cuộc nội chiến Alexandrine.